# Louise Deschâtelets
Louise Deschâtelets, née le 28 octobre 1945 à Montréal, est une actrice, animatrice et chroniqueuse québécoise. Elle est la présidente de l'Union des artistes de 1980 à 1983. Depuis novembre 2000, elle tient la chronique Courrier du Journal pour Le Journal de Montréal, un courrier du cœur devenu courrier de vie. Elle explique à l'émission La soirée est (encore) jeune, dans l'épisode du 18 novembre 2018 que son nom s'écrit DesChâtelets : « Je suis née DesChâtelets avec un D majuscule et un C majuscule mais collé. Ce n'est donc pas une particule. »

## Biographie

### Carrière
Louise Deschâtelets naît le 28 octobre 1945 dans le quartier Rosemont, à Montréal. Elle grandit avec son père, Maurice (1899 - 1955) ; sa mère, Juliette (1908 - 1974) ; et son frère, Michel, et vit dans un milieu modeste sur la rue Chabot, dans le quartier Rosemont. Son père, qu'elle décrit comme un dandy, décède alors qu'elle a neuf ans.
En avril 1963, alors qu'elle étudiait au Collège Marie-Anne, elle se fait remarquer pour la première fois lors du Festival d'art dramatique des collèges métropolitains de Montréal au Gesù. Elle jouait alors le rôle de de Lia dans la pièce Sodome et Gomorrhe de Jean Giraudoux.
En avril 1964, toujours lors du même festival, elle remporte le prix de la meilleure interprète féminine pour son rôle de Nina dans la pièce La Mouette du dramaturge Anton Tchekhov.
En avril 1965, elle se classe dans la catégorie d'interprétation féminine pour sa performance dans le rôle de Bernada dans la pièce La Maison de Bernarda Alba de Federico García Lorca lors du Festival d'art dramatique des collèges métropolitains de Montréal.
En 1968, elle fera partie de la distribution de la pièce Bilan de Marcel Dubé aux côtés de Janine Sutto et Jean Duceppe. La pièce aura un accueil tiède de la part des critiques de l'époque. On reprochera à l'auteur de rester en terrain connu.

« Bilan ne fait, au vrai, que ressasser des lieux communs de ce monde bourgeois auquel s'est attaqué avec tant de bonheur l'auteur du Simple soldat »

— Jean Basile, Le Devoir
Parallèlement à carrière théâtrale, elle fera ses débuts à la télévision dans l'émission Rue des Pignons en 1966. En 1970, elle a aussi un rôle dans l'émission jeunesse La Souris verte, puis dans la série Symphorien.
En mai 1975, elle succède à Béatrice Picard et deviendra la vice-présidente de l'Union des artistes.
En janvier 1980, elle devient la plus jeune artiste à atteindre le poste de présidente de l'Union des artistes,. Elle occupera ce poste jusqu'en avril 1983. La même année, elle est nommée au sein du conseil d'administration de l'Institut québécois du cinéma avec Hélène Loiselle.
En 1982, elle obtient un rôle à la télévision dans la série Peau de banane. Elle incarne le rôle de Simone Saint-Laurent, une vice-présidente d'une agence de publicité. L'émission reste à l'antenne de septembre 1982 à avril 1987.
C'est en 1983 qu'elle obtient son premier rôle au cinéma dans le film Bonheur d'occasion du réalisateur Claude Fournier.
En 1986 et 1987, elle remporte le prix de meilleure animatrice radio au Gala MétroStar. 
En 1989, elle décroche le rôle principal du téléroman Chambres en ville. Elle interprète le rôle de Louise Leblanc, une femme autoritaire qui dirige une pension pour adolescents et jeunes adultes au cœur de Montréal.
De 1993 à 1999, elle tient le rôle de Diane Cadieux, une mère monoparentale vivant avec son fils Alexis dans la série Ent'Cadieux.
Depuis 2000, elle signe Le Courrier du Journal dans Le Journal de Montréal. Elle est aussi invitée de façon sporadique à l'émission La soirée est (encore) jeune.

### Vie personnelle
Louise Deschâtelets a vécu une relation très médiatisée avec le cinéaste et auteur Guy Fournier à partir de 1981. Ils sont à la barre du jeu-questionnaire La Guerre des sexes sur les ondes de Télévision Quatre Saisons de 1988 à 1989. En 1992, ils coanimeront le Gala MétroStar. L'année suivante, ils seront à la barre de l'émission Mon amour, mon amour. L'émission ne durera qu'une seule saison. Ils se séparent peu de temps après, en 1994.
La même année, elle se marie au comte français Jean-Michel de Cazanove, qu'elle a rencontré 25 ans auparavant en Guadeloupe. Ils divorceront à la fin des années 1990.
Depuis 2008, elle est en couple avec l'auteur Marc Parson.

## Filmographie

### Cinéma
- 1983 : Bonheur d'occasion : Serveuse Quinze-Cents

### Télévision
- 1966 : Rue des Pignons : Louise « Doudou » Désiré
- 1969 : Quelle famille! : Institutrice
- 1970 : Symphorien : Elisabeth Bellerose
- 1977 : Faut le faire : Dora Latour
- 1977 : Les As : Monique Bédard
- 1977 : Jamais deux sans toi : Carmelle Lassonde
- 1978 : Marie Guyart, veuve Martin ou la Double Vie de Mère Marie de l'Incarnation : Marie de l'Incarnation[14]
- 1980 : Marisol : Annette Fortin
- 1982 - 1987 : Peau de banane : Simone Saint-Laurent
- 1986 : Les Carnets de Louise (magazine télévisé) : animatrice
- 1988 : La Guerre des sexes (jeu télévisé) : coanimatrice avec Guy Fournier
- 1989 - 1996 : Chambres en ville : Louise Leblanc
- 1990 : D'amour et d'amitié : Suzanne Lambert
- 1992 : L'Or et le Papier : Michèle (saison 2)
- 1993 : Ent'Cadieux : Diane Cadieux
- 1993 : Mon amour, mon amour (magazine télévisé) : coanimatrice avec Guy Fournier
- 2005 : Les Ex : Louise
- 2005 : Virginie : Ghislaine Cormier
- 2009 : Louise : Louise